# Jianglin Li
Jianglin Li (chinois simplifié : 李江琳 ; pinyin : Lǐjiāng lín ), née le 23 mars 1956 à Nanchang, (Jiangxi, Chine) et morte le 24 décembre 2024 à Midland, Columbus, Georgia (en), États-Unis, est une écrivaine et historienne chinoise.

## Biographie
Ses parents sont membres du groupe de travail de la quatrième armée de campagne de l'Armée populaire de libération chinoise. Elle a obtenu une licence en anglais de l'université Fudan en 1982 et une licence de l'université du Shandong en 1988. Elle a étudié aux États-Unis en 1988 et a obtenu une maîtrise en histoire juive de l'université Brandeis. Elle travaille à la bibliothéque du Queens College de l'université de la ville de New York. En 1999, elle a assisté au discours du 14e dalaï-lama à Central Park à New York. En 2004, elle a accueilli le Festival de la culture tibétaine à la Queens Borough Library à New York. Elle débute d'une recherche indépendante sur la question tibétaine. À partir de 2007, elle a visité Dharamsala, le monastère de Séra en Inde et les lieux où vivent les Tibétains en exil au Népal, et a interviewé plus de 300 personnes. Elle démissionne de son travail à la bibliothèque en 2009,.

## Accueil critique
Pour le journaliste Mark O'Neill, le livre Tibet in Agony: Lhasa 1959 a le mérite d'utiliser des documents provenant des Tibétains en exil et des autorités chinoises. Li a interviewé plus de 200 Tibétains dans 14 lieux d'exil et cite de nombreux documents chinois. La conclusion de son ouvrage remet en cause la version chinoise de l'histoire, selon laquelle la noblesse et le clergé tibétains auraient amené le peuple tibétain à se soulever en 1959 contre l'État chinois et que le dalaï-lama aurait planifié cette rébellion dès 1957, avec le soutien de la CIA, qui aurait formé 170 guérilleros et leur aurait fourni des armes, dont des mitrailleuses antiaériennes et 10 000 fusils. Selon la version de Li, le dalaï-lama aurait été contraint de quitter le Tibet contre son gré.
Pour Eric T. Schluessel, Tibet in Agony: Lhasa 1959 démontre que le soulèvement tibétain n'a pas été créé par la direction d'une des deux parties impliquées, mais est le résultat de l'échec des deux directions.
Pour John Powers, si Tibet in Agony pourrait satisfaire des non-universitaires, son intérêt est limité pour les spécialistes de l'histoire du Tibet, qui ont déjà rapporté et analysé les éléments contenus dans ce livre.

## Publications
- Tibet in Agony: Lhasa 1959, traduction Susan Wolf, Cambridge, MA: Harvard University Press, 2016,  (ISBN 978-0-674-08889-4)
- Three Lives in One Lifetime, traduction Matthew Akester, Library of Tibetan Works and Archives, 2020,  (ISBN 9788194886075 et 8194886074)
- When the Iron Bird Flies:China's Secret War in Tibet, préface du 14e dalaï-lama, traduction Stacy Mosher, Stanford University Press, 2022,  (ISBN 9781503629790 et 1503629791)